# Alchemilla acrostegia
Alchemilla acrostegia é uma espécie de rosácea do gênero Alchemilla, pertencente à família Rosaceae.